# Vicia americana
Vicia americana ist eine Pflanzenart aus der Gattung der Wicken (Vicia) in der Unterfamilie der Schmetterlingsblütler (Faboideae). Sie zählt zu den häufigsten Leguminosen Nordamerikas. Aufgrund der Form der Früchte heißt sie in Lakota Tasúsu ‚Büffelhoden‘.

## Beschreibung

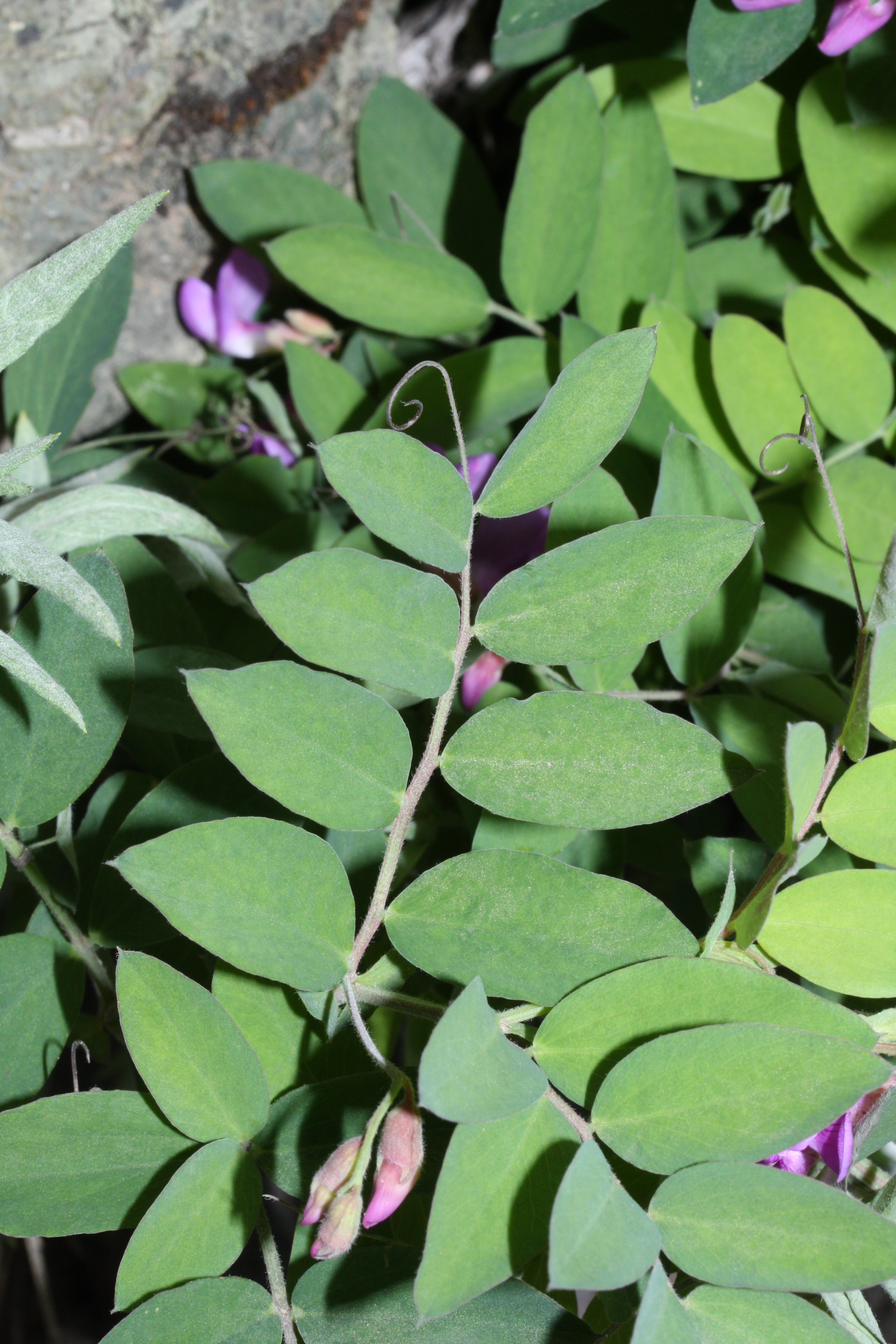
Blätter mit Fiederblättchen und Ranken

Vicia americana ist eine ausdauernde, krautige Pflanze. Sie bildet sowohl Pfahlwurzeln als auch Rhizome. Sie besitzt Ranken an den Blättern. In dickichtartigen Pflanzengesellschaften, etwa im Chaparral, wächst sie kletternd, in der Prärie kriechend. Sie ähnelt der europäischen Zaun-Wicke (Vicia sepium) und hat einen wuchernden, kahlen oder leicht behaarten Stängel, der abhängig vom Standort eine Länge von 15 bis 60 Zentimeter erreicht. Die Laubblätter sind paarig gefiedert, wobei meist 8 bis 18 länglich-ovale Fiederblättchen gebildet werden, die oft grannenartig zugespitzt sind. Die Farbe der Blättchen ist kräftig grün. Die Ranken befinden sich als Fiedern an den Blattenden und bleiben bei kriechenden Pflanzen relativ unscheinbar. In Trockengebieten bleiben die Fiedern kümmerlich schmal, eher lineal-lanzettlich, und durch die Reduzierung der Blattfläche werden sie trockenresistenter.
Die zygomorphen Blüten sind typische Schmetterlingsblüten. Die Blüte und besonders die Fahne ist auffällig kräftig-rosa bis hell violett gefärbt, die Flügel sind meist weißlich aufgehellt und überdecken das dunklere Schiffchen. Selten ist die ganze Blüte weiß gefärbt, zuweilen auch bläulich oder lavendelfarbig. Die Blütezeit reicht von Mai bis Juni.
Die unbehaarte, bohnenartige, etwa 3 Zentimeter lange Hülsenfrucht öffnet sich bei der Reife der Länge nach und enthält meist zwei Samen. Der erbsenähnliche Samen ist hellbraun.
Die Chromosomenzahl beträgt 2n = 14.

## Ökologie
Sie lebt wie andere Hülsenfrüchtler in Symbiose mit stickstoffbindenden Knöllchenbakterien, die im Wurzelwerk siedeln, und trägt dadurch zur Verbesserung des Bodens bei. Aufgrund des hohen Eiweißgehalts ist sie eine wichtige Futterpflanze, die von wildlebenden und domestizierten Huftieren abgegrast wird. Der Bestand geht jedoch bei Übergrasung zurück.

## Verbreitung und Standortansprüche
Vicia americana ist in Nordamerika weit verbreitet. Ihr Verbreitungsgebiet erstreckt sich von Zentralalaska nach Osten durch Kanada bis nach Süd-Ontario, nach Süden bis in das südliche Virginia, und nach Westen durch die Great Plains bis nach Kalifornien, Oregon und Washington. Besonders häufig ist sie im Bergvorland des westlichen Nordamerika. In den Great Plains ist sie im feuchteren Norden etwas häufiger anzutreffen als im trockeneren Süden.
Diese Wickenart gedeiht sowohl auf feuchten wie auf trockenen Böden und besiedelt bewaldete Habitate ebenso wie offenes Grasland. Sie ist eine Pionierpflanze auf abgebrannten Flächen und Ödland. Sie gedeiht auf sandigen und tonigen, sowohl sauren als auch etwas basischen oder salzhaltigen Böden.

## Taxonomie und Systematik
Vicia americana wurde 1802 durch Carl Ludwig Willdenow in Species Plantarum 4. Auflage Band 3 Teil 2, Seite 96 erstbeschrieben. Willdenow übernahm damit einen Namen von Gotthilf Henry Ernest Muhlenberg. Die Art Vicia americana gehört zur Sektion Americanae aus der Untergattung Vicilla in der Gattung der Wicken (Vicia). Neben der Nominatform wird eine Varietät Vicia americana var. minor Hook. (Syn.: Vicia americana var. linearis (Nutt.) S.Watson) unterschieden.

## Nachweise